# پل شاه عباسی محمدآباد
پل شاه عباسی محمدآباد مربوط به دوره صفوی است و در شهرستان بوئین‌زهرا، روستای محمدآباد واقع شده و این اثر در تاریخ ۲۷ دی ۱۳۷۷ با شمارهٔ ثبت ۲۲۶۵ به‌عنوان یکی از آثار ملی ایران به ثبت رسیده است.
این پل طولی به مساحت 52 متر دارد و عرضی  حدود 6 متر ، این پل دارای سه دهنه است که دو دهنه از این سه دهنه بزرگ تر است.
این پل از سنگ های آهکی ساخته شده و ارتفاعی حدود دو متر دارد . در حال حاضر امکان عبور از روی این پل ممنوع است و این پل به حال خود رها شده است.